# Gonocerus acuteangulatus
La cimice del nocciolo (Gonocerus acuteangulatus (Goeze, 1778) è un insetto eterottero  della famiglia Coreidae.
È uno dei più frequenti e dannosi agenti patogeni del nocciolo, responsabile del cimiciato delle nocciole e dell'aborto traumatico. Le stesse affezioni possono essere causate sul pistacchio. Può inoltre essere vettore del fungo Nematospora coryli, agente eziologico della stigmatomicosi del nocciolo.

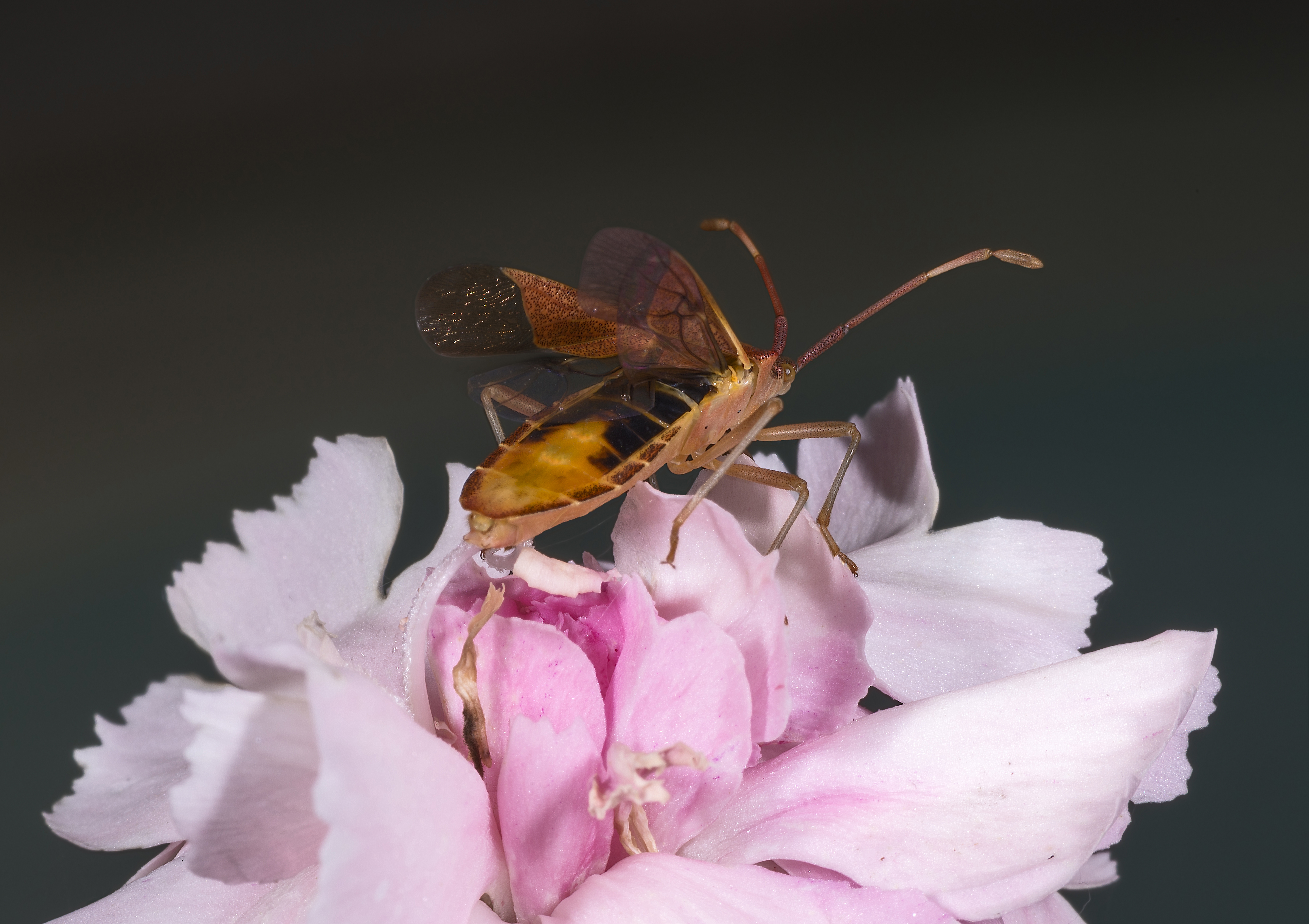
Decolla su occhiello.
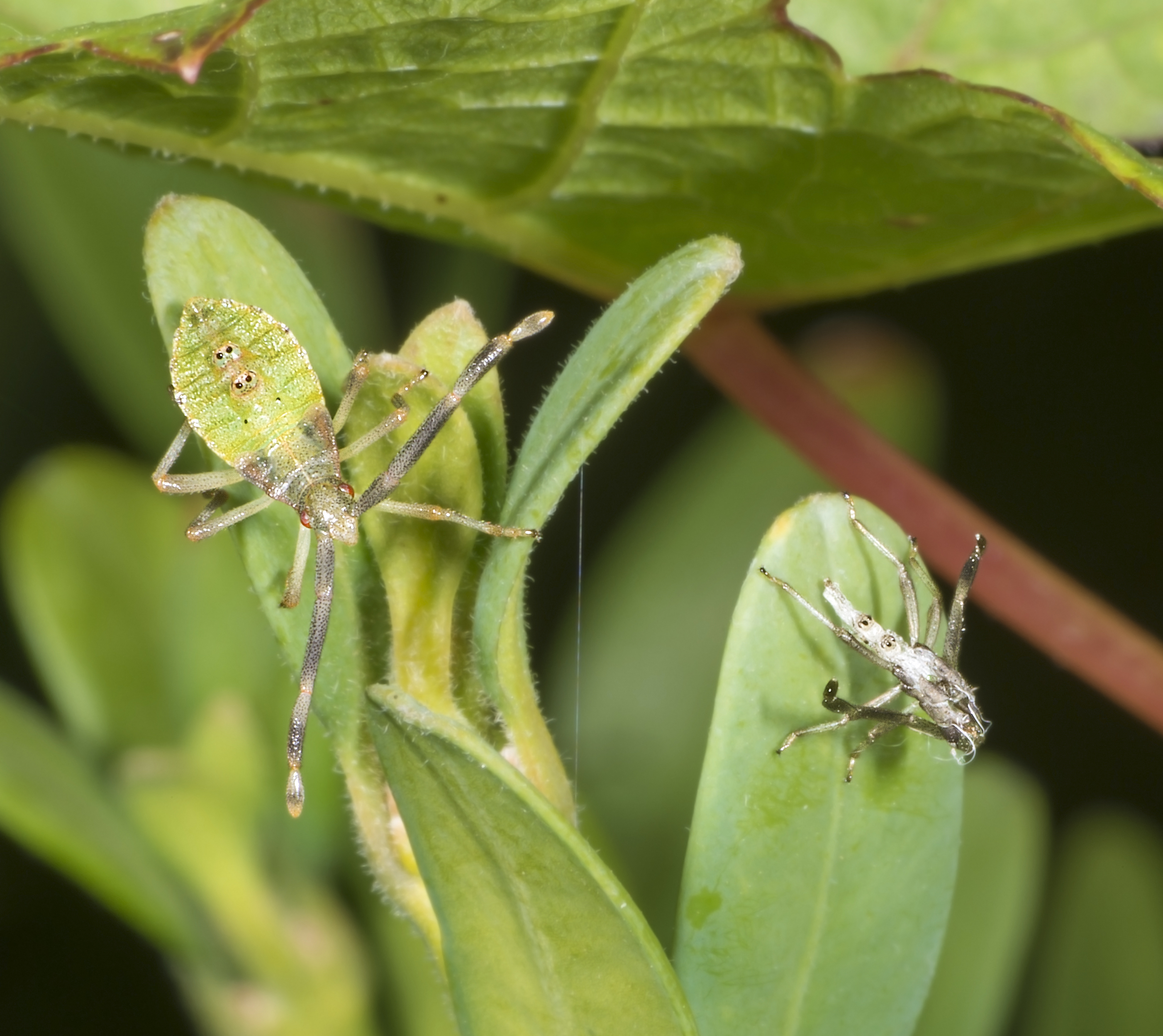
Ninfa con il suo esuvie.
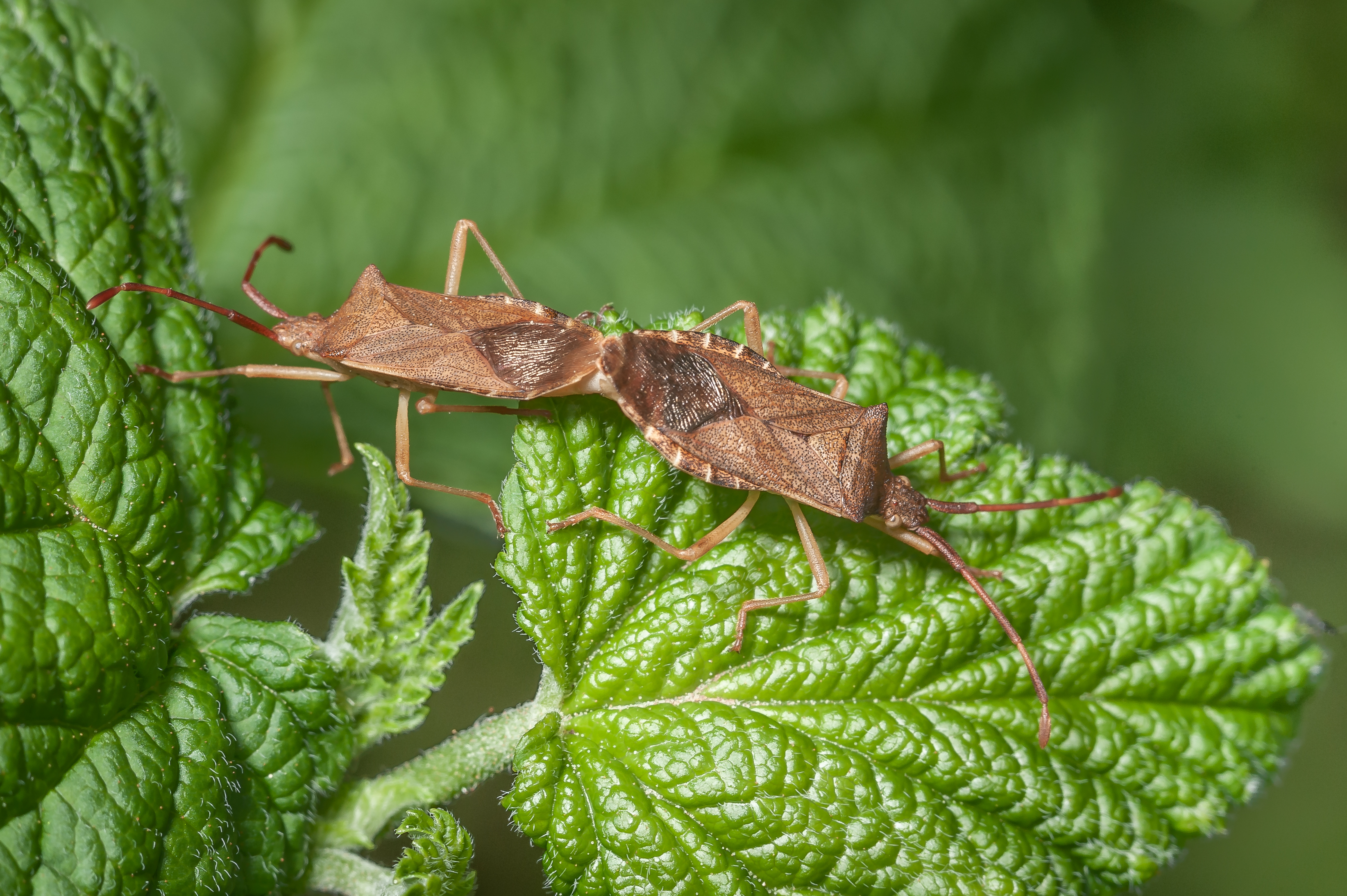
Combaciamento